# Tots a casa
Tutti a casa és una pel·lícula italiana del 1960 dirigida per Luigi Comencini, amb un guió escrit pel mateix director juntament amb Marcello Fondato i la parella Age & Scarpelli. Ha estat doblada al català.
Considerada entre les obres mestres de Comencini i una de les pel·lícules més importants i representatives del cinema italià, va guanyar el premi del jurat al 2n Festival Internacional de Cinema de Moscou i dos David di Donatello, atorgats a Alberto Sordi i al productor Dino De Laurentiis. Tutti a casa es va incloure més tard, com a obra simbòlica, a la llista de 100 film italiani da salvare.

## Sinopsi
Al llarg de la platja veneciana, el matí del 8 de setembre de 1943, Alberto Innocenzi, suboficial subaltern del Regio Esercito, queda sorprès quan (en resposta a la rendició independent signada pel govern de Pietro Badoglio a Cassibile) els antics aliats de la Wehrmacht prenen per sorpresa la base on està estacionat. Innocenzi, juntament amb alguns soldats, aconsegueix distanciar les tropes alemanyes i queda completament sorprès quan, al contrari del seu pla de trobar un nivell superior a qui informar, la majoria dels homes accepten el fet que la guerra hagi acabat per a ells i que "tothom hauria de tornar a casa".
Aquesta reacció al principi l'enfada, però al final s’uneix a l'enginyer de l'exèrcit Ceccarelli i al sergent Fornaciari per descartar els uniformes de roba civil i dirigir-se cap al sud cap a una autèntica odissea al llarg de la “bota” italiana, tallada en dos per l’ocupació alemanya i aliada i destruïda per la guerra partidista, les represàlies cruentes, la rampinya alemanya i altres perills. El trio es troba amb una banda de guerrilles antifeixistes però es nega a unir-s'hi (mentre ho fa un capità de l'exèrcit italià que van conèixer a la carretera). Més tard, Innocenzi, atrapat per la mentalitat de "tothom per si mateix" que sembla dominar el paisatge, sucumbeix a la temptació d'abandonar els seus companys per ajudar un sofisticat mercat negre a portar una càrrega de farina a Roma, ja que necessita un conductor i no té habitació per cap altre passatger. L'acord es torça a causa d'un fracàs mecànic en una ciutat esquitxada de runes on la població saqueja el camió i, després d'algunes recriminacions i una breu baralla, Innocenzi es reuneix amb els seus companys. Assisteixen a l'assassinat d'un novell, un ingenu soldat italià que va intentar protegir una noia jueva durant un atac alemany; finalment aconsegueixen arribar a la casa rural de Fornaciari.
L'ex-sergent està encantat de tornar a la seva jove esposa, fills i vell pare i ofereix Innocenzi i Ceccarelli hospitalitat per passar la nit; la seva dona revela que la família amagava un antic presó dels Estats Units que va escapar del camp de presoners de Folpiano per protegir-lo de les patrulles de la milícia feixista i Fornaciari, tot i que a contracor, accepta seguir protegint-lo. Després d’un sopar divertit (servit a la granja amb salsa sobre una taula de fusta, on Innocenzi i l’oficial nord-americà acaben discutint sobre el dret d’arribar a la longitud de la salsitxa col·locada al centre de la taula) tots van a dormir, però una nit una patrulla feixista irromp i aconsegueix trobar el militar aliat. Entre els plors dels nens i el plor de la seva dona, Fornaciari és arrossegat i Ceccarelli i Innocenzi fugen dels locals sense poder ajudar-los.
La parella aconsegueix arribar a Littoria (actual Latina), on el pare vidu d’Innocenzi viu sol i ofereix a Ceccarelli (que és napolità) que es quedi uns dies abans de reprendre el seu viatge cap al sud. Innocenzi queda sorprès quan el seu pare li presenta un líder del partit feixista que recluta homes per a l'exèrcit de la República Social Italiana, l'estat titella feixista instituït pels alemanys després de l’alliberament de Benito Mussolini del seu exili al Gran Sasso. El seu pare respon amb ràbia a les seves objeccions, citant la misèria en què viu i tots els sacrificis que va incórrer per permetre que estudiés i esdevingués oficial de l'exèrcit; es crea una profunda escletxa entre pare i fill, i Innocenzi demana a Ceccarelli que el porti també al sud fins a Nàpols, cosa que l l'enginyer accepta feliçment.
Tanmateix, Nàpols es troba en condicions més feixugues que Roma, directament a la línia de foc després del desembarcament aliat a Salerno, amb prou feines controlat per brutals destacaments alemanys que recluten homes capacitats per enviar-los a Alemanya com a treballadors esclaus. Per arribar a la ciutat, el duet passa a través d’un bloqueig de carreteres dirigit per feixistes fanàtics i famolencs; Ceccarelli, decideix sacrificar generosament una maleta de delícies que havia de lliurar a la dona del seu comandant (que havia signat el seu acomiadament per motius de salut a causa de la seva persistent úlcera estomacal). La situació (amb l'ofrena acceptada fàcilment per la patrulla de carretera) provoca molt de pànic a Innocenzi, ja que havia assaltat la maleta durant un viatge nocturn amb tren i substituí la mercaderia per pedres i fulls de diaris; insta el seu company a fugir abans que els feixistes l’obrin, però no tenen èxit.
Innocenzi i Ceccarelli són fets presoners l'organització Todt però aconsegueixen escapar quan la ciutat s'aixeca contra els ocupants en els Quatre dies de Nàpols. Tractant desesperadament d’arribar a casa seva, que es troba a poques illes de distància, Ceccarelli rep els trets d'una ràfega de foc alemany, moment en què Innocenzi decideix que la veritable guerra que s’ha de lliurar és la dels ocupants nazis i siuneix a una banda insurgent que li ofereix una metralladora Breda M 37 que han capturat però que no poden utilitzar. Amb una renovada mirada severa a la cara, Innocenzi obre foc contra els alemanys i acaba la pel·lícula.

## Repartiment
- Alberto Sordi: Tinent Alberto Innocenzi
- Eduardo De Filippo: Mr. Innocenzi, pare d'Alberto
- Serge Reggiani: Assunto Ceccarelli
- Martin Balsam: Sergeat Quintino Fornaciari
- Nino Castelnuovo: Codegato
- Carla Gravina: Silvia Modena
- Claudio Gora: Coronel
- Mario Feliciani: Capità Passerini
- Alex Nicol: Presoner americà
- Guido Celano: Feixista
- Didi Perego: Caterina Brisigoni,
- Achille Compagnoni: partisà

## Producció
Els papers d'Alberto Sordi i Eduardo De Filippo, que representen respectivament el fill i el pare de la pel·lícula, van ser pensats per a Vittorio Gassman i Totò.
Tot i que la pel·lícula s’estén per llargs períodes a la plana veneciana, es van rodar moltes escenes a Liorna i al camp circumdant (zones portuàries de la via Leonardo da Vinci, el complex Gherardesca, la via delle Sorgenti, Puzzolente i la masia propera, Pontino i Scali degli Avvalorati, en aquella època encara semi-destruïda després dels esdeveniments bèl·lics de 1940 - 1943); entre els més famosos hi ha el de la fugida d’alguns soldats davant del cotxe blindat alemany i l’arribada d’Innocenzi a la ciutat bombardejada amb una càrrega de farina i l'elecció del protagonista per tornar a lluitar.
Altres escenes importants es van rodar a la Toscana: la caserna que es mostra al començament de la pel·lícula és la colònia Rosa Maltoni Mussolini de Calambrone (Pisa). L'episodi que mostra la fugida dels soldats al túnel es va produir al túnel ferroviari d'Orciano Pisano a la línia Vada-Collesalvetti-Pisa i la locomotora que apareix és la 735.010 que en aquell moment estava assignada al dipòsit de locomotores de Livorno. Les escenes de l'assalt nocturn al tren amb la parada del comboi al túnel es van rodar al llarg de la línia Orte-Capranica i la locomotora és la 625.107 de la DL de Roma Smistamento. L'escena del noi que assenyalava la metralladora cap a Sordi i Reggiani a l'estació de Villa Literno es va filmar a l'estació de Salone al llarg de la línia Roma-Tivoli i es pot veure la locomotora 735.048 al dipòsit de Roma Smistamento.
El ministre de Defensa, Giulio Andreotti, es va negar a proporcionar dos tancs, que es van construir en fusta contraxapada.

## Reconeixements
- 1961 - 2n Festival Internacional de Cinema de Moscou[13]
  - Premi especial del jurat
- 1961 - David di Donatello[14]
  - Millor productor
  - Millor actor en un paper principal (Alberto Sordi)